# 2022年新墨西哥州野火
2022年新墨西哥州野火是美国新墨西哥州持续发生的一系列野火。截至2022年5月29日 ，火災面積超過773,204 acre（312,905 ha），共發生31起面积超过 100英亩的火灾。 
由于全球变暖，该州的大部分地区正经历嚴重干旱。 2021-2022年冬季积雪减少、長時間的高溫以及持续强风导致當年的野火情況比往年更嚴重。 
成千上万的居民被迫離開家園，大火产生的浓烟对整个新墨西哥州的空气质量以及當地人健康都造成了严重的不良影响。 